# Ga Ga Ga Ga Ga (альбом)
| Совокупная оценка    | Совокупная оценка                                          |
| Источник             | Оценка                                                     |
| -------------------- | ---------------------------------------------------------- |
| Metacritic           | 84/100                                                     |
| Оценки критиков      |                                                            |
| Источник             | Оценка                                                     |
| Allmusic             | [Ga Ga Ga Ga Ga (альбом) (англ.) на сайте AllMusic ссылка] |
| The A.V. Club        | B+ ссылка                                                  |
| Drowned In Sound     | (9/10) ссылка                                              |
| Entertainment Weekly | A− ссылка                                                  |
| musicOMH             | ссылка                                                     |
| Pitchfork Media      | (8.5/10) ссылка                                            |
| PopMatters           | (9/10) ссылка                                              |
| Prefix Mag           | (8/10) ссылка                                              |
| Q                    | September 2007 (p. 96)                                     |
| Rolling Stone        | ссылка                                                     |
| Stylus Magazine      | B+ ссылка                                                  |
| Tiny Mix Tapes       | ссылка                                                     |
| Village Voice        | (favorable) ссылка                                         |

Ga Ga Ga Ga Ga — шестой студийный альбом американской инди-рок группы Spoon, вышедший 7 июля 2007 года.

## Об альбоме
Ga Ga Ga Ga Ga записан на Merge Records, состоит из 10-ти песен.
Альбом был «больным» для группы, из-за этого Spoon чуть не распались. По словам лидера группы «Britt Daniel писал песни для альбома ещё тогда, когда группа ездила по концертам со своим новым альбомом, но закончили поставив на полку это на протяжении года после неудачных попыток решить аранжировку, которая нам бы понравилась. Мы действительно почти отчаялись, и только через упорство дописали альбом».
Над песней «You Got Yr. Cherry Bomb» по словам лидера Spoon, трудилась вся группа, и так же добавил, что «Она действительно очень много стоит для нашей группы».

## Список композиций
Автор песен — Britt Daniel, Jim Eno, Mike McCarthy, Jon Brion. Автор музыки — Spoon. Альбом состоит из 10-ти песен.
1. «Don’t Make Me A Target» — 03:55
2. «The Ghost Of You Lingers» — 03:34
3. «You Got Yr. Cherry Bomb» — 03:08
4. «Don’t You Evah» — 03:34
5. «Rhthm & Soul» — 03:30
6. «Eddie’s Ragga» — 03:39
7. «The Underdog» — 03:42
8. «My Little Japanese Cigarette Case» — 03:03
9. «Finer Feelings» — 04:54
10. «Black Like Me» — 03:25

## В записи участвовали
1. Britt Daniel
2. Jim Eno
3. Rob Pope
4. Eric Harvey